# Município de East Fork (condado de Haywood, Carolina do Norte)
O município de East Fork (em inglês: East Fork Township) é um localização localizado no  condado de Haywood no estado estadounidense da Carolina do Norte. No ano 2010 tinha uma população de 1.652 habitantes.

## Geografia
O município de East Fork encontra-se localizado nas coordenadas 35° 26′ 58,38″ N, 82° 51′ 56,48″ O.